# أوليفيا روسيتي أغريستي
أوليفيا روسيتي أغريستي (بالإنجليزية: Olivia Rossetti Agresti) (30 سبتمبر 1875، لندن في المملكة المتحدة - 6 نوفمبر 1960، روما في إيطاليا)؛ كاتِبة وشاعرة أمريكية.